# 萎软紫菀腺毛亚种
萎软紫菀腺毛亚种（学名：Aster flaccidus sp. glandulosus）为菊科紫菀属下的一个亚种。

## 扩展阅读
- 維基物種上的相關：萎软紫菀腺毛亚种